# BRD Bucharest Open 2017
BRD Bucharest Open 2017 byl profesionální tenisový turnaj ženského okruhu WTA Tour, který se odehrával na otevřených antukových dvorcích městského areálu Arenele BNR. Probíhal mezi 17. až 23. červencem 2017 v rumunské metropoli Bukurešti jako čtvrtý ročník turnaje.
Rozpočet činil 250 000 dolarů a událost se řadila do kategorie WTA International. Nejvýše nasazenou hráčkou ve dvouhře se stala světová devatenáctka Anastasija Sevastovová z Lotyšska, kterou ve čtvrtfinále vyřadila Ana Bogdanová. Jako poslední přímá účastnice do dvouhry nastoupila srbská 171. tenistka žebříčku Ivana Jorovićová.
Čtvrtý singlový titul na okruhu WTA Tour vybojovala Rumunka Irina-Camelia Beguová, která ovládla i deblovou soutěž s krajankou Ioanou Ralucou Olaruovou.

## Distribuce bodů a finančních odměn

### Distribuce bodů
| Soutěž  | vítězky | finalistky | semifinalistky | čtvrtfinalistky | 16 v kole | 32 v kole | Q  | Q3 | Q2 | Q1 |
| ------- | ------- | ---------- | -------------- | --------------- | --------- | --------- | -- | -- | -- | -- |
| dvouhra | 280     | 180        | 110            | 60              | 30        | 1         | 18 | 14 | 10 | 1  |
| čtyřhra | 280     | 180        | 110            | 60              | 1         | —         | —  | —  | —  | —  |

### Finanční odměny
| Soutěž  | vítězky | finalistky | semifinalistky | čtvrtfinalistky | 16 v kole | 32 v kole | Q3     | Q2   | Q1   |
| ------- | ------- | ---------- | -------------- | --------------- | --------- | --------- | ------ | ---- | ---- |
| dvouhra | $43 000 | $21 400    | $11 300        | $5 900          | $3 310    | $1 925    | $1 005 | $730 | $530 |
| čtyřhra | $12 300 | $6 040     | $3 435         | $1 820          | $960      | —         | —      | —    | —    |

## Ženská dvouhra

### Nasazení
| Stát                            | Hráčka                    | WTA | Nasazení |
| ------------------------------- | ------------------------- | --- | -------- |
| Lotyšsko                        | Anastasija Sevastovová    | 19. | 1.       |
| Španělsko                       | Carla Suárezová Navarrová | 27. | 2.       |
| Německo                         | Julia Görgesová           | 45. | 3.       |
| Rumunsko                        | Monica Niculescuová       | 51. | 4.       |
| Belgie                          | Elise Mertensová          | 54. | 5.       |
| Rumunsko                        | Sorana Cîrsteaová         | 63. | 6.       |
| Rumunsko                        | Irina-Camelia Beguová     | 64. | 7.       |
| Německo                         | Tatjana Mariová           | 74. | 8.       |
| Rusko                           | Jekatěrina Alexandrovová  | 75. | 9.       |
| Žebříček WTA k 3. červenci 2017 |                           |     |          |

### Jiné formy účasti
Následující hráčky obdržely divokou kartu do hlavní soutěže:
:
- Irina Baraová
- Jaqueline Cristianová
- Elena-Gabriela Ruseová

Následující hráčky postoupily z kvalifikace:
- Alexandra Dulgheruová
- Magdalena Fręchová
- Sesil Karatančevová
- Arantxa Rusová

Následující hráčka postoupila z kvalifikace jako tzv. šťastná poražená:
- Lesley Kerkhoveová[1]

### Odhlášení
před zahájením turnaje
- Anna Blinkovová → nahradila ji  Nadia Podoroská
- Océane Dodinová → nahradila ji  Çağla Büyükakçay
- Ons Džabúrová → nahradila ji  Quirine Lemoineová
- Kristína Kučová → nahradila ji  Polona Hercogová
- Varvara Lepčenková → nahradila ji  Alexa Glatchová
- Christina McHaleová → nahradila ji  Kateryna Kozlovová
- Monica Niculescuová → nahradila ji  Lesley Kerkhoveová
- Julia Putincevová → nahradila ji  Barbora Krejčíková

### Skrečování
- Nadia Podoroská (poranění pravého zápěstí)[1]

## Ženská čtyřhra

### Nasazení
| Stát                                                                           | Hráčka                | Stát       | Hráčka                | WTA | Nasazení |
| ------------------------------------------------------------------------------ | --------------------- | ---------- | --------------------- | --- | -------- |
| Rumunsko                                                                       | Irina-Camelia Beguová | Rumunsko   | Ioana Raluca Olaruová | 113 | 1        |
| Belgie                                                                         | Elise Mertensová      | Nizozemsko | Demi Schuursová       | 132 | 2        |
| Gruzie                                                                         | Oxana Kalašnikovová   | Česko      | Renata Voráčová       | 143 | 3        |
| Argentina                                                                      | María Irigoyenová     | Česko      | Barbora Krejčíková    | 153 | 4.       |
| Žebříček WTA k 3. červenci 2017; číslo je součtem umístění obou členek dvojice |                       |            |                       |     |          |

### Jiné formy účasti
Následující páry obdržely divokou kartu do hlavní soutěže:
- Georgia Crăciunová /  Alexandra Dulgheruová
- Jaqueline Cristianová /  Cristina Dinuová

TNásledující pár nastoupil z pozice náhradníka:
- Nicoleta Dascăluová /  Isabella Šinikovová

### Odhlášení
před zahájením turnaje
- Fanny Stollárová

## Přehled finále

### Ženská dvouhra
- Irina-Camelia Beguová vs.  Julia Görgesová, 6–3, 7–5

### Ženská čtyřhra
- Irina-Camelia Beguová /  Ioana Raluca Olaruová vs.  Elise Mertensová /  Demi Schuursová, 6–3, 6–3